# 30 februari
De maand februari heeft 28 of 29 dagen, maar er waren uitzonderingsgevallen waarbij ook een dag met als datum 30 februari voorkwam.

## Romeinse Rijk
De geleerde Sacrobosco schreef in 1235 dat keizer Augustus een dag van februari zou hebben afgehaald en toegevoegd aan augustus, opdat deze naar hem vernoemde maand evenveel dagen zou hebben als de maand juli, die is vernoemd naar Augustus' voorganger Julius Caesar. Dit verhaal wordt echter in twijfel getrokken.
Vanaf 45 voor Christus (zijnde het begin van de juliaanse kalender) tot 8 na Christus had februari in het Romeinse Rijk 29 dagen en in schrikkeljaren 30.

## Zweden en Finland

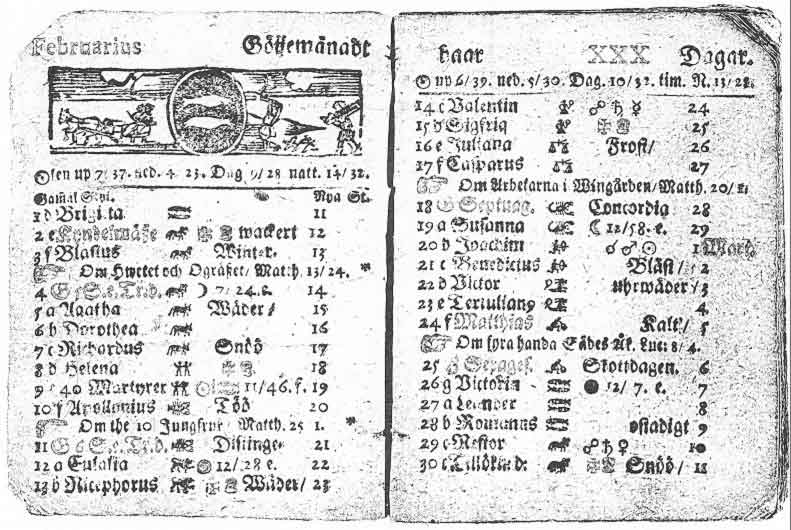
De Zweedse maand februari 1712

Zweden, waartoe toen ook het huidige Finland behoorde, maakte aan het eind van de zeventiende eeuw plannen om over te schakelen van de juliaanse kalender naar de gregoriaanse. In 1699 had Zweden nog de juliaanse kalender, die tien dagen achterliep op de gregoriaanse. Men wilde de gregoriaanse kalender vanaf het jaar 1700 geleidelijk invoeren door de schrikkeldagen de komende 40 jaar over te slaan. Het jaar 1700 was dus geen schrikkeljaar in Zweden (in de gregoriaanse kalender ook niet, in de juliaanse kalender wel). Hierdoor gebeurde het dat de Zweedse kalender één dag voorliep op de juliaanse kalender, maar nog steeds 10 dagen achterliep op de gregoriaanse kalender. Ondanks het plan werden in 1704 en 1708 toch schrikkeldagen toegevoegd. 
In 1712 werd besloten terug te gaan naar de juliaanse kalender door één extra schrikkeldag toe te voegen, waardoor er in dat jaar in Zweden een datum "30 februari" ontstond. Deze dag komt overeen met 29 februari in de juliaanse kalender en 11 maart in de gregoriaanse kalender. Uiteindelijk werd besloten in 1753 abrupt over te gaan naar de gregoriaanse kalender. In dat jaar werd 17 februari gevolgd door 1 maart.

## Sovjet-Unie
In 1929 werd in de toenmalige Sovjet-Unie een kalender met een vijfdaagse week ingevoerd. Het idee was dat iedereen vier dagen werkte en dan één dag vrij had, in een poging de productie in haar totaliteit op te voeren. Immers, theoretisch zou dan op ieder moment tachtig procent van de beroepsbevolking aan het werk zijn. Dit stuitte al snel op grote bezwaren; partners en familieleden die niet op dezelfde dag vrij hadden zagen elkaar nooit, omdat de zondag gewoon een werkdag was. Ook gingen machines veel vaker stuk, omdat onderhoud veel lastiger was nu ze continu in bedrijf waren, en ook bediend werden door mensen die er niet mee bekend waren. 
De invoering van de vijfdaagse week maakte het moeilijk om religieuze rustdagen en feestdagen te volgen. Het was dan ook een bewuste poging van de overheid om de strijd tegen religie te faciliteren.
In de zomer van 1931 werd een variant geïntroduceerd waarbij iedere maand werd verdeeld in "weken" van zes dagen; de zesde dag van elke "week" was een algemene vrije dag. De overgebleven dag in maanden van 31 dagen was een extra werkdag, maar werd ook wel gebruikt als extra vrije dag. Om de korte februarimaand te compenseren werd 1 maart een nationale vrije dag. Dit systeem heeft bestaan tot 26 juni 1940.

### Revolutionair

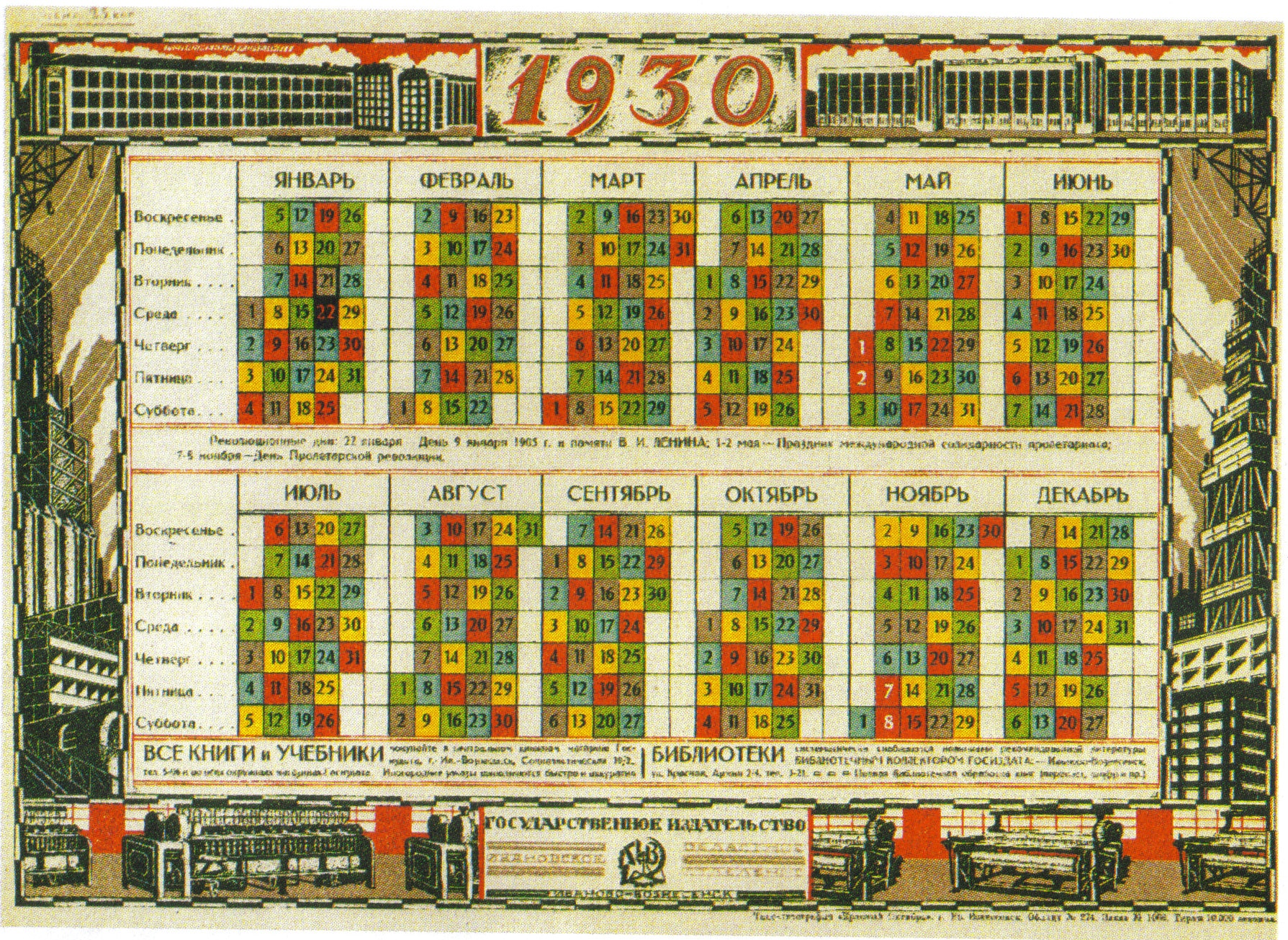
Sovjetkalender van 1930.
Kleurgecodeerde vijfdaagse werkweek.
Dagen gegroepeerd in zevendaagse weken.
De zwarte en witte data zijn nationale vrije dagen.

Een artikel in Time uit 1929 associeerde de vijfdaagse werkweken met de Franse republikeinse kalender. Daarin waren er - net als in de koptische en de Ethiopische kalender - twaalf maanden van dertig dagen, met de overgebleven dagen nationale feestdagen. Hieruit ontstond het idee dat februari dertig dagen had in 1930 en 1931. Weliswaar is in 1930 een commissie ingesteld die een speciale revolutionaire kalender moest introduceren, maar dat idee werd snel verlaten, omdat dan de kalender uit de pas zou lopen met de rest van Europa. Die kalender is er dus nooit gekomen, en de gregoriaanse kalender is in gebruik gebleven naast de vijf- en zesdaagse werkkalenders. De Sovjetkalender van 1930, hier afgebeeld, toont aan dat februari 28 dagen had. In de Sovjet-Unie is er dus nooit een 30 februari geweest.